# 十二日間戦争
十二日間戦争（じゅうににちかんせんそう 、英: Twelve-Day War)は、 は、中東危機中の2025年6月13日から25日にかけて、イスラエルとイランの間で発生した大規模な軍事衝突である。 この戦争は、イスラエルによるイランの核施設や軍事目標への奇襲攻撃を発端として始まり、イランの報復によって全面的な戦闘状態へと拡大した。

## 概要
戦闘は主にミサイル攻撃、無人航空機(ドローン)による攻撃、サイバー戦争などの限定的な空爆を中心に展開され、両国に甚大な被害をもたらした。イラン国内では数百人規模の死傷者が報告され、イスラエル側も都市部への攻撃により民間人を含む多数の負傷者が発生した。戦争は短期間で終結したものの、周辺諸国にも影響を及ぼし、中東全体の緊張を激化させた。
イスラエルは、核拡散の脅威を未然に防ぐ「先制的自衛権」を主張し、イランはこれを「主権侵害」として全面報復。テルアビブ、ハイファ、ネゲブ地方などがイランのドローンおよび巡航ミサイルによる攻撃を受け、数十名の死者が出た。一方、イラン国内でも複数の戦略施設が破壊され、死傷者は1,000人を超えたと報じられている。
国際社会は衝突の激化を懸念し、特にアメリカ合衆国のドナルド・トランプ大統領は「ミッドナイト・ハンマー作戦」と称し、イランの各核関連施設を空爆した。
この戦争は、中東における安全保障体制と非対称戦争のあり方に大きな衝撃を与え、今後の地域秩序と軍事技術の展開に対して長期的な影響を及ぼすと見られている。戦闘期間が12日間と短かったため、報道機関や学術界では「12日間戦争」と呼ばれている。